# Coatréven
 Coatréven  (en bretón Koatreven) es una población y comuna francesa, situada en la región de Bretaña, departamento de Côtes-d'Armor, en el distrito de Lannion y cantón de Tréguier.

## Demografía
| 507 | 458 | 378 | 364 | 415 | 382 | 413 |
| Para los censos de 1962 a 1999 la población legal corresponde a la población sin duplicidades (Fuente: INSEE [Consultar]) |     |     |     |     |     |     |